# جون وايز (لاعب كرة قدم أسترالية)
جون وايز (بالإنجليزية: John Wise)‏ هو لاعب كرة قدم أسترالية أسترالي، ولد في 19 مارس 1954.

## وصلات خارجية
- جون وايز على موقع AustralianFootball.com (الإنجليزية)
- جون وايز على موقع AFLtables.com (الإنجليزية)